# Gens
Az ókori Rómában a gens (kb. nemzetség) családok egy csoportját jelentette közös névvel (nomen). Eredetük tisztázatlan, de valószínűleg nem olyan régiek, mint a rómaiak gondolták őket. Eredetileg a patricius családok tömörültek gens-ekbe, amelyek kultuszközösséget is jelentettek, pl. közös temetkezőhellyel. De a korai időkben saját háborúkat is indítottak a szomszédos nem római vagy nem latin települések ellen. Később a plebeiusok is megalakították patrícius mintára a saját nemzetségeiket, de a patrícius nemzetségeknek is létrejöttek befogadás révén plebejus ágai. A gensek száma több száz volt.
A genseken belül az egyes családokat külön név a nomen után következő cognomen különböztette meg. Az egyes cognomenek jellemzőek voltak az adott gensre, de arra is, hogy azon belül patrícius vagy plebejus családról van-e szó. A családon belüli személyeket az előnév, azaz praenomen különböztette meg. Egy személy teljes neve tehát a régi tradíció szerint Praenomen Nomen Cognomen volt, azaz pl. Publius Cornelius Scipio. Családon belül nagyon jellemző volt a személynevekhez való ragaszkodás, ezért ezek is jellemzőek voltak az adott nemzetségre és családra. Ha adoptálás során valaki egyik nemzetségből átkerült a másik nemzetségbe, akkor a régi tradíció szerint felvette adoptálója nevét de a végén hozzáillesztette eredeti nemzetsége nevének képzett alakját, pl. az Aemilius helyett az Aemilianus (ld. Publius Cornelius Scipio Aemilianus).
A legtöbb gens nevénél nem lehet kimutatni a latin eredetet, nagyon sok közöttük az etruszk, szabin, egyéb italikusz. A legnagyobb befolyással és hírnévvel rendelkező gensek a gentes maiores játszották a kulcsszerepet a római állam vezetésében a korai időkben, ők a patríciusok közül is kiemelkedtek ezzel. Ide tartoztak mindenekelőtt a legnevesebb Fabii, ezen kívül az Aemilii, Cornelii, Claudii és Valerii. A többi nemzetség, a gentes minores kevesebb lehetőséget kaptak eleinte akkor is, ha patríciusok voltak.